# Serie 400 de Euskotren Tranbia
La Serie 400 de Euskotren Tranbia está constituida por 8 unidades eléctricas múltiples. Las cinco primeras entraron en servicio en 2002 y las últimas fueron entregadas a finales de 2004. Las unidades cuentan con tres módulos. Operan únicamente en el tranvía de Bilbao.

## Historia
La fabricación del vehículo fue realizada por CAF, en Beasáin e Irún (Guipúzcoa), con la colaboración de las empresas Team e Indar (ahora Ingeteam). En 2016, se adjudicaron a Desarrollos de Tecnología Avanzada (DTA) los servicios de trabajo de Gran Revisión (P3), por un importe neto de 219.799 euros.
Entre 2017 y 2019 las unidades recibieron una nueva imagen en sustitución del gris y verde a la actual línea verde curvada que recorre la totalidad del tranvía.